# 時事8點鐘
《時事8點鐘》（英語：News at 8）是now新聞製作的黃金時段新聞節目，於港股交易日晚上8時正於now新聞台播出（非港股交易日則以《now新聞報道》節目代替），每集均由兩位主播擔任主持。
香港其他新聞台在黃金時段的新聞節目包括無綫電視新聞台和无线新聞台的《無綫7:30 一小時新聞》及HOY资讯台的《7点直播室》。
為配合Now新聞台於2010年11月15日晚間時段之節目重組，此新聞節目連同其後的新聞報道由當天起進一步簡化；而21:00的新聞報道改為40分鐘，並更名為《時事9點鐘》。

## 節目歷史
此節目只於港股交易日播出的《時事8點鐘》（英語：News at 8）。
《時事8點鐘》在now新聞台的直播室內製作，兩位主播會分別坐於「大屏幕」兩邊或正中間報導新聞，是黃金時段的新聞節目。自now新聞台編輯戚嘉瑩擔任本節目之編輯後，節目特色明顯改變為主要以比較輕鬆及有連貫性的手法下帶出新聞。因為員工的工作時間編制不時改變，在2008年8月時，吳翠珊代任編輯一職近兩個月，節目特色即時顯出明顯改變，令《時事8點鐘》再次顯得比較嚴肅及新聞之間連接得比較生硬，而採用主播方面則變得比較大膽。事關《時事8點鐘》是now新聞台的重點新聞節目，傳統上是會採用高級主播以上、表現得較好的主播，但吳翠珊代任編輯期間，除了林燕玲擔任固定主播外，另一位主播多為高級主播以下、經驗較淺的主播，如：賴舜明、翁家揚等；此做法維持至今。
另外，啟播至2008年4月期間都是保持每集一小時的長度，但後來now新聞台製作特別專題節目《奧運中華》，並取消節目內原有專題環節《愛護動物》及《文藝館》，因此節目亦由一小時的長度改為四十八分鐘，並改為於節目後才獨立播放原有節目內的環節《杏林在線》。而於2008年8月18日開始，因為now新聞台主辦的《08立法會選舉論壇》開始於星期一至五晚上八時播放，《時事8點鐘》因應此舉而暫停播放至2008年9月8日才重新開始播放，而該台的重點新聞時段亦隨之移前一小時，而該段期間的星期一至五晚上七點鐘的《now新聞報道》亦加長至與《時事8點鐘》看齊的48分鐘，之後播放《杏林在線》，其後本節目一度維持四十八分鐘之長度。
now新聞隨後仍有零星變動，包括將港股交易日內18:30的《now新聞報道》改為直播，以及19:00的《now新聞報道》改為兩位主播。但本節目自2010年1月4日起進行重組，前半部分大致不變，但後半部分則改為一節《now新聞報道》，並安排由男主播繼續報道；該新聞中途插播《國際評論》，新聞後則播放《電影館》、《愛護動物》或《文藝館》等錄播環節；now香港台的聯播時段則維持不變。而21:00的《now新聞報道》改為48分鐘，《杏林在線》則改在該新聞後播放。
為配合Now新聞台於2010年11月15日晚間時段之節目重組，此新聞節目連同其後的新聞報道由當天起進一步簡化；而21:00的新聞報道改為40分鐘，並更名為《時事9點鐘》。

## 節目內容及環節
《時事8點鐘》首30分鐘以本地及國際新聞為主，部份新聞更會作出多角度分析；間場廣告約3分鐘，隨後15分鐘，則會播放以政治為主的《政情》以及《電影館》、《愛護動物》或《文藝館》等錄播環節，最後為天氣消息及閒聊式結尾；節目後會播放《杏林在線》。

## 場景
《時事8點鐘》於灣仔電訊大廈now寬頻電視新聞中心now新聞台主直播室（新聞大廠）內進行，主播桌背後為一部大型高清等離子顯示屏，旁邊為兩部直放液晶體屏幕，場景與19:00的《now新聞報道》相同。場景分為左、中、右三部份，中間部份為報道《政情》、《環球薈報》等及天氣時採用。報道天氣時，兩位主播坐在大屏幕前，而大屏幕則播放設在北京道一號之攝影機所拍攝的維港夜景。在報道《政情》等環節時，兩位主播則坐在大屏幕的兩邊。而左、右部份，則是兩位主播分開報道本地及國際新聞，場景分別是左及右側的直屏幕。

## 主持
《時事8點鐘》固定為一男一女主播，其中女主播固定由《環球金融快線》節目主持兼任，但於2008年5月上旬首度出現兩位女主播任主持，是因為人手編排以及原固定主持李臻請假；最後一次的《時事8點鐘》由李臻及葉文炘擔任，其中後者於同晚主持《環球金融快線》。

## 相關節目
- now早晨
- now新聞報道
- now午間新聞
- 時事9點鐘
- now深宵新聞